# Centrale nucléaire de Kola
La centrale nucléaire de Kola (en russe : Кольская АЭС, Kolskaïa AES) est située dans la péninsule de Kola, dans le nord-ouest de la Russie. Elle se trouve à 11 km au nord de la ville de Poliarnye Zori, dans l'oblast de Mourmansk.

## Description

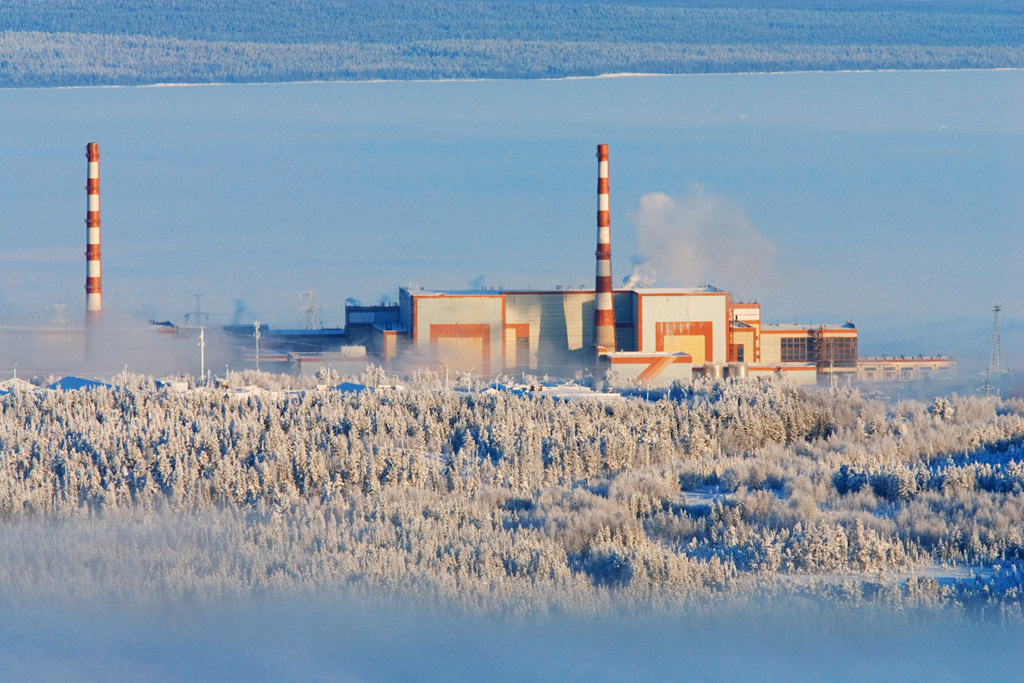
Vue de la centrale de Kola.

Cette centrale comprend quatre réacteurs VVER de 440 MWe de puissance nominale qui sont détaillés dans le tableau suivant :
| Nom du réacteur | Modèle       | Puissance brute(MW) | Puissance nette(MW) | Début de construction | Raccordement au réseau | Mise en service commerciale | Statut                                      |
| --------------- | ------------ | ------------------- | ------------------- | --------------------- | ---------------------- | --------------------------- | ------------------------------------------- |
| Kola-1          | VVER-440/230 | 440                 | 411                 | 01.05.1970            | 29.06.1973             | 28.12.1973                  | Opérationnel, mise à l'arrêt prévue en 2033 |
| Kola-2          | VVER-440/230 | 440                 | 411                 | 01.05.1970            | 09.12.1974             | 21.02.1975                  | Opérationnel, mise à l'arrêt prévue en 2034 |
| Kola-3          | VVER-440/213 | 440                 | 411                 | 01.04.1977            | 24.03.1981             | 03.12.1982                  | Opérationnel, mise à l'arrêt prévue en 2036 |
| Kola-4          | VVER-440/213 | 440                 | 411                 | 01.08.1976            | 11.10.1984             | 06.12.1984                  | Opérationnel, mise à l'arrêt prévue en 2039 |

Le propriétaire-exploitant de la centrale nucléaire est l'entreprise d'État Rosenergoatom.
Bien que la centrale ne réponde pas « aux normes de sécurité internationales », la durée de vie de ses réacteurs a été prolongée bien au-delà de leur cycle de vie normal.